# Motor Carrier Act van 1980
De Motor Carrier Regulatory Reform and Modernization Act, meestal Motor Carrier Act of 1980 (MCA) genoemd, is een federale wet van de Verenigde Staten, die het vrachtvervoer over de weg dereguleert. 
In de Verenigde Staten bestond een strenge regulering van het goederenvervoer totdat in 1978 een reeks federale wetten werden geïntroduceerd waarin dit vervoer werd gedereguleerd. De deregulering van het wegtransport begon in feite met de Motor Carrier Act van 1980 (S.2245), die op 1 juli 1980 door president Jimmy Carter tot wet werd verklaard. 
De MCA was bedoeld om een ingrijpende deregulering van het vrachtvervoer over de weg te realiseren. Toen president Carter de wet ondertekende, verklaarde hij: 
"Vandaag heb ik wet S. 2245, de Motor Carrier Act van 1980, tot wet verklaard. Dit is historische wetgeving. Het zal 45 jaar aan excessief en inflatiebevorderend overheidsingrijpen en ambtenarij uit de weg ruimen. Het zal een krachtig inflatieverlagend effect hebben en de kosten voor de consument met wel $8 miljard per jaar reduceren. Door een eind te maken aan verspilling, zal het jaarlijks honderden miljoenen gallons brandstof besparen. Alle burgers van ons land zullen hier profijt van hebben. Consumenten profiteren ervan, omdat bijna elk product dat we kopen over de weg getransporteerd wordt, en verouderde regelgeving de prijzen hebben opgejaagd waar ieder van ons voor moet betalen. De transportbedrijven profiteren, omdat nieuwe diensten en tarieven mogelijk gemaakt worden. Werknemers profiteren van de toegenomen werkgelegenheid. En de transportsector zelf profiteert van een grotere flexibiliteit en nieuwe kansen voor innovatie."
De wet stelde vervoerders in staat buiten de tariefbureaus om hun eigen tarieven te publiceren, schafte vrijwel alle regelgeving af ten aanzien van de soorten goederen die men mocht vervoeren, en dereguleerde de routes die de vervoerders konden gebruiken en de geografische gebieden waar ze actief mochten zijn. De wet maakte het vrachtrijders mogelijk om binnen een "redelijke marge" zelf hun prijzen vast te stellen, wat inhield dat ze hun tarieven zonder problemen met wel 15% konden verhogen of verlagen, en moedigde vrachtrijders aan om nog grotere prijswijzigingen aan te melden als onafhankelijke tarieven. Voorheen berekende de industrie hogere loonkosten en bedrijfskosten eenvoudigweg door aan de expediteurs. De wet had verstrekkende gevolgen, doordat hij prijsconcurrentie en lagere winstmarges veroorzaakte. 
Een gevolg van de wet was, dat het aantal nieuwe bedrijven spectaculair groeide, waaronder vooral vervoerders met lage prijzen, zonder afspraken met de vakbonden. In 1990 was het aantal erkende vervoersbedrijven gestegen tot veertigduizend, een verdubbeling ten opzichte van 1980. Mede door de Staggers Act (1980), die het goederenvervoer per spoor dereguleerde, groeide het multimodaal transport sterk, met een toename van 70% tussen 1981 en 1986. 
Deregulering stelde fabrikanten in staat hun voorraden te verlagen, hun goederen sneller te vervoeren, en sneller in te spelen op de wensen van de consumenten. Indirect profiteerden zo ook de consumenten van efficiënter, laaggeprijsd transport. 